# François-Xavier Donzelot
Pour les articles homonymes, voir Donzelot.
Le comte François-Xavier Donzelot, né le 7 janvier 1764 à Mamirolle dans le Doubs et mort le 11 juin 1843 à Neuilly-sur-Marne, en Seine-et-Oise, est un général français de la Révolution, de l’Empire et de la Restauration.

## Famille
François-Xavier Donzelot est le fils de François Donzelot et de Jeanne Baptiste Maire.
C'est également le petit-fils d'Anathole de Montfaucon.
Il a eu quatre frères et sœurs : Claire Françoise (née en 1763), Jeanne Denise (née en 1765), Joseph Anatoile dit « Traîne-Chausse » (né en 1767, tué à Boulaq lors de la révolte du Caire en 1798) et Jeanne Françoise (née en 1769).

## Une brillante carrière militaire (1785-1816)
François-Xavier Donzelot entra au service en 1785 dans le régiment Royale-La-Marine – formé le 20 décembre 1669 – alors en garnison dans l’île de Corse.
Quelques années après, il quitte ce régiment pour être attaché à l'état-major du gouvernement militaire de l’Alsace.
Il est employé au ministère de la guerre et est nommé en 1792, sous-lieutenant au 21e régiment de cavalerie puis en 1793 il est lieutenant au 22e chasseurs à cheval.

### Sous la Révolution (1793-1797)
Il fait avec distinction les campagnes de la Révolution française.
En 1793, il passe adjudant général chef de bataillon et adjudant-général chef de brigade le 4 juin 1794.
Comme adjudant-général, il participe à la campagne de Hollande fin 1794 sous les ordres du général Pichegru, son compatriote et son ami.
Donzelot sert à l’armée du Rhin, fait la campagne d'Allemagne en 1795 sous les généraux Desaix et Moreau, et participe à la retraite de ce dernier en tant que commandant de l’aile droite.
Il est chef d’état-major de l’expédition d'Irlande (1796).
En 1797, il est blessé deux fois à l’attaque du pont d'Huningue.

### Campagnes sous Bonaparte et Napoléon Ier (1798-1807)
Il fait la campagne d'Égypte, et se signale à la bataille de Sédiman, au siège du Caire.
Il est promu général de brigade à titre provisoire le 23 juin 1799. Dans le dernier conseil de guerre présidé par Bonaparte de 1799, il prend position contre l’évacuation de l’Égypte et propose de faire la guerre dans la Haute-Égypte, à la manière des Mamelouks, en attendant des renforts.
Il participe avec distinction à la bataille d'Héliopolis (1800) et devient général de brigade à titre permanent le 29 mars 1801.
À son retour en France, il est adjoint  du prince Berthier au ministère de la guerre pendant deux ans, puis employé aux camps de Bayonne, de Brest et à l’armée d'Italie en 1804 et 1805.

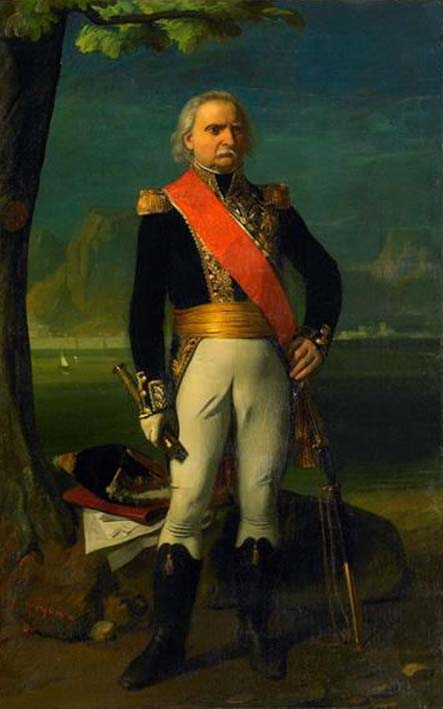
Le général Donzelot par Jean Gigoux

Il fait avec le maréchal Masséna les campagnes de 1806 à 1807 et s’illustre encore à l’armée de Naples, notamment au siège de Gaète (1806). L’adjudant général Donzelot prend part à presque toutes les affaires et s’y distingua par son courage et son sang-froid.
Le 6 décembre 1807, François-Xavier Donzelot devient général de division.

### Gouverneur des îles Ioniennes (1808-1814)
Reconnu comme étant le meilleur spécialiste du service de l’état-major de son temps pour ses qualités de gestionnaire, il occupe des responsabilités en tant que gouverneur des îles Ioniennes (1808-1814).
L’habileté que le général Donzelot a montrée dans les différents postes qu’il a occupés ainsi que son caractère ferme et intègre ont été les motifs de cette nomination. D’abord principal adjoint du général Berthier, le frère du maréchal, il le remplace le 28 mars 1808. Son autorité dans les îles Ioniennes est pleine de sagesse et de modération.
Il est fait baron d'Empire en juillet 1808.
En 1809, Theódoros Kolokotrónis s'approcha de Donzelot, alors gouverneur des îles Ioniennes, et lui dit qu'il envisageait de demander de l'aide à Napoléon dans ses projets de renverser Ali Pacha de Janina et son fils Veli Pacha. Donzelot a proposé de servir de médiateur avec Napoléon et de fournir à Kolokotronis une assistance militaire et financière. Il a pu tenir ses promesses et son aide a permis à Kolokotronis de recruter 3 000 hommes pour lutter contre Ali Pacha. Les plans, cependant, ne se sont pas déroulés comme prévu par Donzelot, car les Britanniques sont entrés en scène et Kolokotronis a formé une alliance avec eux.
En 1814, les îles Ioniennes ayant été cédées aux Britanniques par les traités, le général Donzelot est obligé de quitter son gouvernement des îles Ioniennes - c'était le dernier point d'Europe où flottait encore le drapeau tricolore.

### Première Restauration, Cent jours (1814-1815) et Seconde Restauration (1814-1816)
Lors de la Première Restauration, Louis XVIII le nomme grand officier de la Légion d’honneur et le fait Chevalier de l'ordre royal et militaire de Saint-Louis (juillet et août 1814).
Pendant les Cent jours en 1815, il se distingue à la bataille de Waterloo.
Abandonné par le chef d’état-major de sa division – la 2e division d’infanterie – l’adjudant commandant Devienne, et par ses officiers, Donzelot en prend la tête et se retire derrière la Loire avec les restes de l’armée qui n’ont pas abandonné leurs drapeaux.
Il en est nommé le chef d’état-major général, en remplacement du maréchal Soult.
Le comte Donzelot poursuit sa carrière après la Seconde Restauration.
Désigné en 1816 parmi les inspecteurs généraux qui doivent réorganiser l’armée sous le ministère du duc de Feltre.

## Gouverneur civil et militaire de la Martinique (1817-1826)
Il achève sa tournée lorsque Louis XVIII, qui a su apprécier son caractère et ses talents, le nomme gouverneur de la Martinique, poste qu’il occupe de du 31 octobre 1817 à 1826 (il demande son rappel en 1825).
Il est fait Comte le 22 août 1819 et obtient la Grand-Croix de Saint-Louis en décembre 1825..
Les premiers actes de son administration, empreinte du caractère de sagesse dont il avait donné des preuves fréquentes durant sa carrière, lui concilient d’abord l’affection et l’estime des colons de la Martinique. Cependant, il ne réussit pas à faire régner la concorde entre les colons blancs et les gens de couleur libres, qui se font constamment une guerre sourde et animée. Sans cesse harcelé par les propriétaires blancs qui veulent exploiter à leur profit tous les éléments de prospérité de la colonie, et jouir seuls de la liberté, Donzelot se laisse persuader que les gens de couleur libres sont animés de l’esprit de révolte et travaillent à faire subir à la Martinique le sort de Saint-Domingue.
En 1822, il participe à la répression de la révolte d'esclaves du Carbet.
Il est aussi impliqué dans l'affaire Bisette.

### Le bateau à vapeurComte Donzelot
Le 3 février 1819, une dépêche ministérielle prescrit au gouverneur administrateur l’examen de la question de l’introduction aux colonies occidentales de l’usage des bateaux à vapeur.
Le 21 janvier 1820, il homologue la création d’une compagnie de navigation à vapeur en Martinique. Le 20 juillet, une souscription volontaire est lancée. le 2 août 1820, il fait passer un marché pour la construction d’un bateau à vapeur dont la coque est construite à Bordeaux et la « machine à feu » de vingt chevaux à Chaillot. Après maintes péripéties et grandes dépenses financières, le bâtiment traverse l’Atlantique (mais à la voile, ratant ainsi l’occasion d’être un des premiers bâtiments à vapeur à traverser l’Atlantique par ce moyen) et est officiellement commissionné le 1er mars 1823 pour communications entre les villes de Saint-Pierre et de Fort-Royal sous le nom de Comte Donzelot. Dès décembre de cette même année 1823, le comité consultatif de la Martinique exprime son souhait de faire cesser l’activité de ce bâtiment pour cause de perte d’exploitation chronique (annales de Martinique).

## Une retraite active (1826-1843)
En 1826, Donzelot est remplacé et placé en disponibilité militaire. Il a alors 62 ans.
Il se retire à Mamirolle et surtout en son château de Ville-Évrard à Neuilly-sur-Marne.
Ce château XVIIIe et ses dépendances acquis en 1804 par Donzelot existent toujours pour l'essentiel au sein de l'hôpital de Ville-Évrard, les jardins ayant eux été recouvert de bâtiments.
Il passe sa retraite en mécène, entouré d’artistes et d’écrivains.
Il servira de modèle à Alfred de Vigny pour Servitude et Grandeur militaires.
Il est un important donateur pour l’église de son enfance, pour le musée des Beaux-Arts de Besançon et pour la commune de Neuilly-sur-Marne, où se trouve son château de Ville-Évrard.
Le gouvernement de Louis-Philippe le tire du cadre de réserve en février 1831 pour accueillir sur ses terres et y entraîner des troupes pour la sécurité de Paris pour l’y replacer définitivement par l’ordonnance du 5 avril 1832 au 1er mai de cette année.
Il meurt le 11 juin 1843 dans son château.
Son tombeau, un fier mastaba décoré du soleil ailé et d'uraeus, se dresse au cimetière de la ville ornée de l'épitaphe Vir probus integer vitae (Un homme droit, avec une vie honnête).

## Hommages
- La redoute de Montfaucon, appartenant à la place fortifiée de Besançon, porte  son nom. L'un des trois forts construits afin de défendre Boulaq en Égypte a porté le nom de son frère tué à cet endroit.
- Son nom est inscrit sur le côté Est de l’arc de triomphe de l’Étoile.Noms gravés sous l'arc de triomphe de l'Étoile : pilier Est, 17e et 18e colonnes.

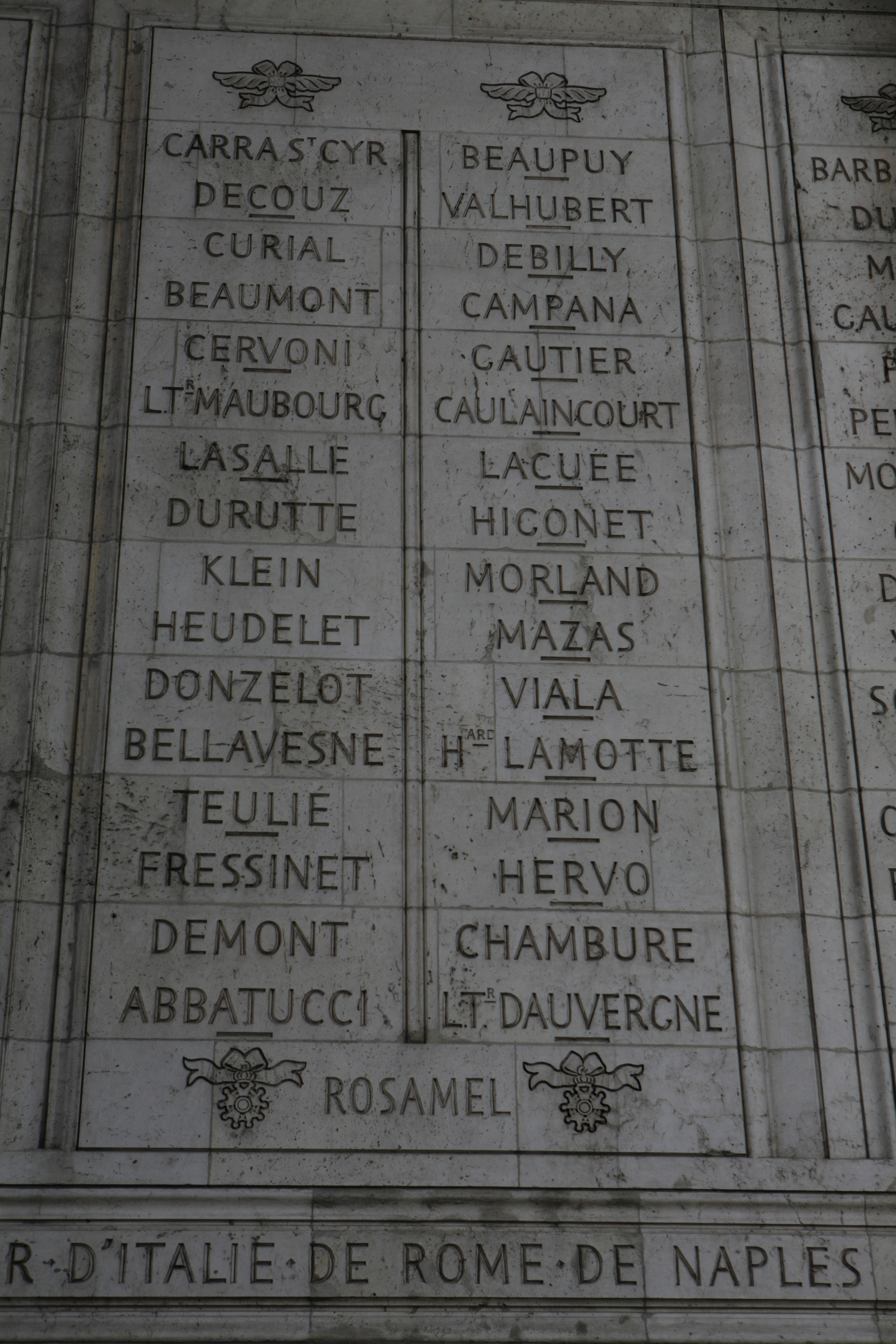
Noms gravés sous l'arc de triomphe de l'Étoile : pilier Est, 17e et.